# Nz (digramme)
Cette page contient des caractères spéciaux ou non latins. S’ils s’affichent mal (▯, ?, etc.), consultez la page d’aide Unicode.
Pour les articles homonymes, voir NZ.
Nz (minuscule nz) est un digramme de l'alphabet latin composé d'un N et d'un Z.

## Linguistique
Le digramme Nz est utilisé par diverses langues africaines pour noter les sons représentés par /n͡z/ ou /ⁿz/ dans l'alphabet phonétique international.

## Représentation informatique
À la différence d'autres digrammes, il n'existe aucun encodage du Nz sous la forme d'un seul signe. Il est toujours réalisé en accolant les lettres N et Z.